# 山口天神祭
山口天神祭（やまぐちてんじんまつり）は、山口県山口市で行われる祭事。山口祇園祭・山口七夕ちょうちんまつりと並ぶ山口市三大祭りの一つに数えられる。
会場
古熊神社および山口市中心商店街
開催日
11月23日

## 交通アクセス
- JR山口駅下車、徒歩15分。